# Tjurken (Näsby socken, Småland)
Tjurken är en sjö i Vetlanda kommun i Småland och ingår i Emåns huvudavrinningsområde. Sjön är 15 meter djup, har en yta på 1,75 kvadratkilometer och befinner sig 195 meter över havet. Sjön avvattnas av vattendraget Emån. Vid provfiske har bland annat abborre, braxen, gädda och gös fångats i sjön.

## Delavrinningsområde
Tjurken ingår i det delavrinningsområde (637022-144737) som SMHI kallar för Utloppet av Tjurken. Medelhöjden är 222 meter över havet och ytan är 17,23 kvadratkilometer. Räknas de 31 delavrinningsområdena uppströms in blir den ackumulerade arean 464,74 kvadratkilometer. Emån som avvattnar avrinningsområdet har biflödesordning 2, vilket innebär att vattnet flödar genom totalt 2 vattendrag innan det når havet efter 175 kilometer. Delavrinningsområdet består mestadels av skog (61 %) och jordbruk (19 %). Avrinningsområdet har 1,88 kvadratkilometer vattenytor vilket ger det en sjöprocent på 10,9 %.

## Fisk
Vid provfiske har följande fisk fångats i sjön:
- Abborre
- Braxen
- Gädda
- Gös
- Mört
- Sarv